# オルレアンの少女 (オペラ)
『オルレアンの少女』（ロシア語: Орлеанская дева）は、ピョートル・チャイコフスキーが作曲した、全4幕（6場）からなるオペラ。

## 概要
1878年から1879年にかけて作曲されている。
作曲者自身の手で書かれたロシア語のリブレットは複数の題材を基にしている。ヴァシーリー・ジュコーフスキー訳によるフリードリヒ・フォン・シラーの戯曲『オルレアンの少女』、ジュール・バルビエの『ジャンヌ・ダルク』、オーギュスト・メルメの自作オペラへのリブレット、アンリ＝アレクサンドル・ワロンによるジャンヌ・ダルクの伝記である。
作品は指揮者のエドゥアルド・ナープラヴニークへ献呈された。
ロシア語を用いた本作ではあるが、作曲者のオペラの中でフランス流グランド・オペラへ最も接近しており、特に第2幕に取り入れられたバレエにその特徴が顕著に表れている。

## 演奏史
世界初演は1881年2月25日（ユリウス暦 2月13日）にサンクトペテルブルクのマリインスキー劇場にて、エドゥアルド・ナープラヴニークの指揮によって行われた。
その後の主要な公演には次のようなものがある。チャイコフスキーのオペラにとって初めてのロシア国外上演となったアドルフ・チェフ指揮による1882年7月28日のプラハ公演、ミハイル・イッポリトフ＝イワノフ指揮によるモスクワでのプライヴェートオペラ協会公演、パリスティーン指揮による1907年のモスクワでのジーミン・オペラ公演。

## 配役
| 人物名 | 声域                       | 初演 1881年2月25日（ユリウス暦 2月13日） （指揮： エドゥアルド・ナープラヴニーク） |
| --- | -------------------------- | ---------------------------------------------------------------------------------- |
| シャルル7世 | テノール                   | ミハイル・ヴァシリーエフ                                                           |
| 大主教 | バス                       | ウラディーミル・メイボローダ                                                       |
| 教皇 | テノール                   |                                                                                    |
| デュノワ 「フランスの騎士」 | バリトン                   | フョードル・ストラヴィンスキー                                                     |
| リオネル 「ブルゴーニュの騎士」 | バリトン                   | イッポリート・プリャニシュニコフ                                                   |
| ティボー・ダルク 「ジャンヌの父」 | バス                       | ミハイル・コリャーキン                                                             |
| レーモン 「ジャンヌの許嫁」 | テノール                   | ソコロフ                                                                           |
| ベルトラン 「農夫」 | バス                       |                                                                                    |
| 兵士 | バス                       |                                                                                    |
| ジャンヌ・ダルク | ソプラノまたはメゾソプラノ | マリヤ・カメンスカヤ                                                               |
| アニェス・ソレル | ソプラノ                   | ヴィルヘルミナ・ラーブ                                                             |
| 天使 「天使の合唱からの独唱」 | ソプラノ                   |                                                                                    |
| 合唱、歌唱なし： 宮廷の使用人たち、女中たち、フランスとイングランドの兵士たち、騎士たち、修道士たち、ジプシーたち、見習い騎士たち、道化師たち、小人たち、吟遊詩人たち、死刑執行人たち、人々 |                            |                                                                                    |

## 楽器編成
ピッコロ、フルート3、オーボエ2、コーラングレ、クラリネット2（B♭、AとC）、ファゴット2、ホルン4（F、D、E♭とE）、コルネット2（B♭とA）、トランペット2（E♭、F、E、DとA）、トロンボーン3、テューバ、ティンパニ、トライアングル、タンブリン、スネアドラム、大太鼓、タムタム、鐘、オルガン、ハープ、弦五部。

## あらすじ
- 時代： 15世紀のはじめ、イングランドとの百年戦争の最中
- 場所： フランス

### 第1幕
教会前の広場で少女たちがオークを飾り付けて歌を歌っている。
農夫のティボー・ダルクは彼女らが幾度にもわたって祖国に軽率な振る舞いをすることに苛立っていた。彼は17歳の娘、ジャンヌの将来を案じ、レーモンに娘と結婚して彼女を危険から守って欲しいと考えている。しかしジャンヌは異なる欲求を感じている。
警鐘がパリの陥落とオルレアン包囲を告げる。混乱の中、市民は救済を願って祈る。
霊感を受け、ジャンヌはただちに勝利が訪れると予言する。少女は彼女の勇敢な努力を称える天使たちの声を聞きつつ故郷に別れを告げる。

### 第2幕

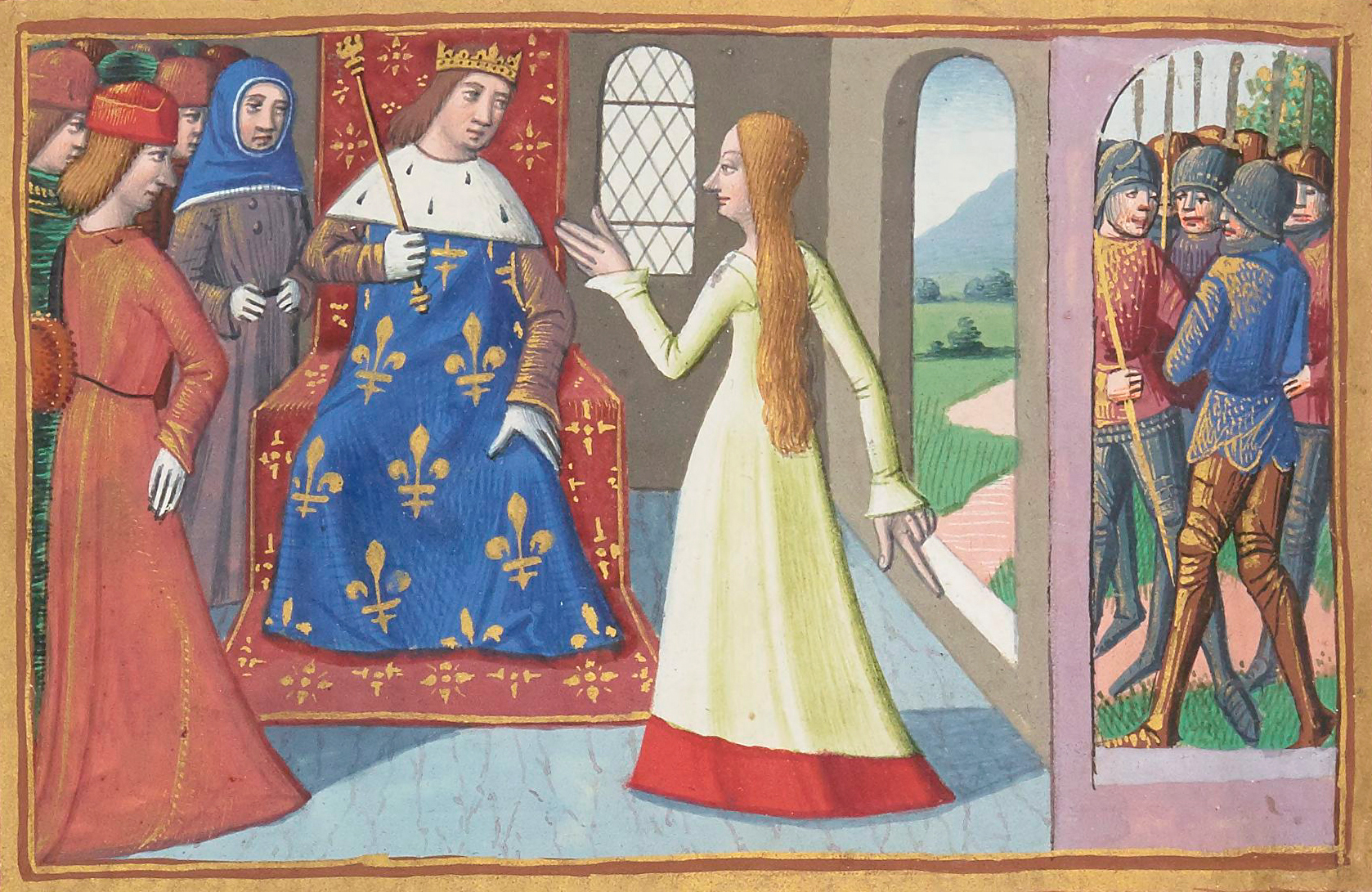
シャルル7世とジャンヌ

シノン城では王が職務を忘れて愛妾アニェス・ソレルとの戯れに耽っている。吟遊詩人たち、見習い騎士たち、ジプシーたち、道化師たちが互いを追いかけあう。
王は怠惰さの中で何もすることができない。戦いで致命傷を負った騎士のロレが現れても、勇敢な騎士デュノワが名誉をもって戦うと王のもとを去っても、王は逃げ出すという決断を下すことができない。
突如、大主教が姿を見せる。宮廷の使用人や人々が王にイギリスの敗走、フランスの勝利、そして兵士を鼓舞した「栄光の乙女」のことを告げる。
ジャンヌは驚く聴衆に対し自分に戦いを先導することを教えた幻影について語り聞かせる。処女性の宣誓はその勝利の条件であったのだ。王の命によりジャンヌは兵の指揮を執ることになる。

### 第3幕
第1場

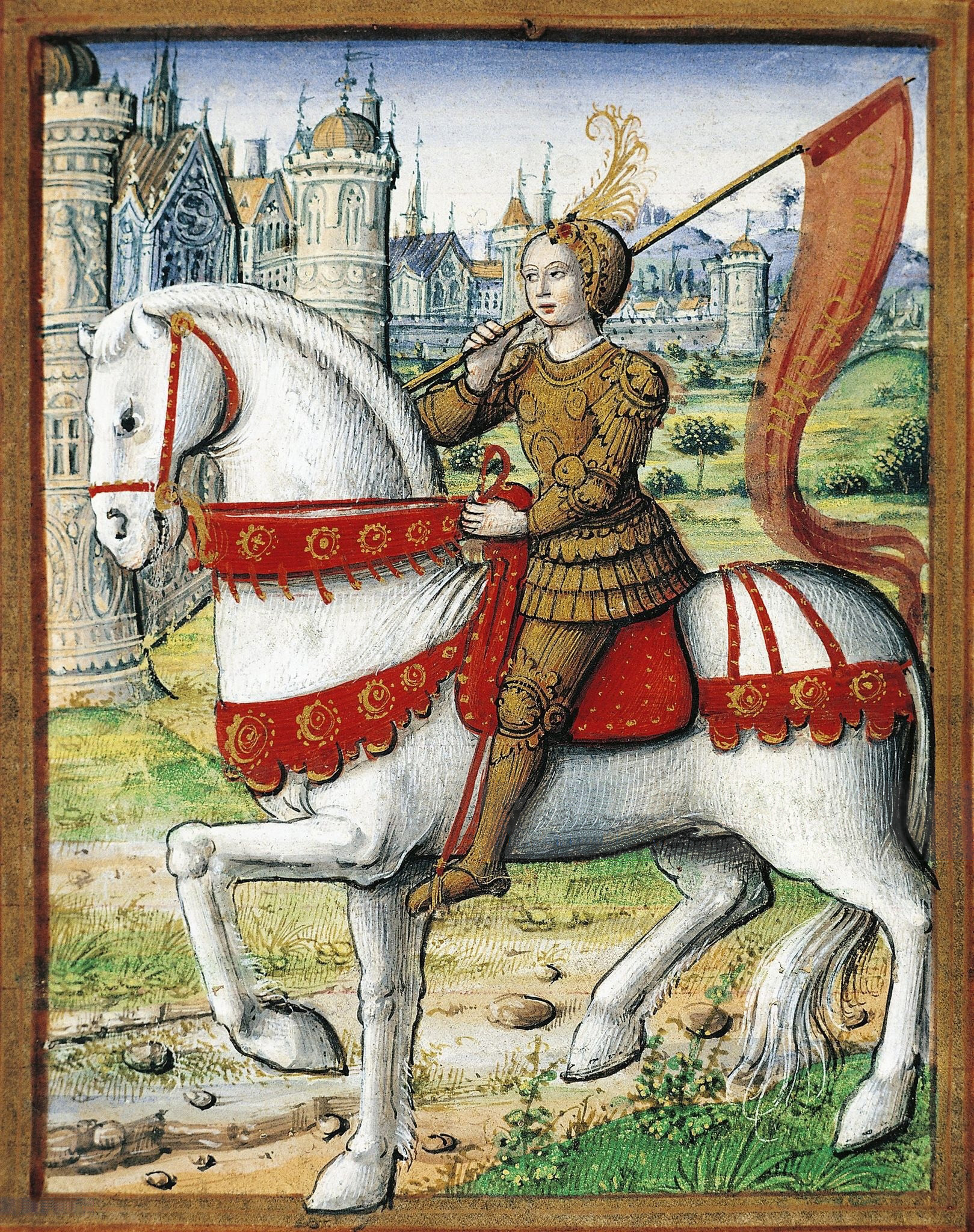
騎乗するジャンヌ

深い森の中、ジャンヌはブルゴーニュの騎士リオネルと交戦している。
殴りつけられた彼の面頬つき兜が落ちる。彼の若く美しい容貌に見とれたジャンヌはとどめを刺すことができない。
リオネルはジャンヌの寛大さに心を動かされる。「噂によれば貴女は敵を見逃すことはないというが、なぜ私だけに慈悲をかけるのか」と彼が問うと、彼女は宣誓を思い返して自分の中で目覚めた感情に衝撃を受ける。リオネルはフランスに味方することを決意し、自らの剣をデュノワに託す。この間まで敵対していた者の心の中で、ジャンヌへの愛が大きくなっていく。
第2場
国民が王と勝利と導いたジャンヌを祝福している。しかしながら、彼女の父は娘の振る舞いは全て悪魔の仕業であると考えて疑わず、その命と引き換えになったとしても彼女の魂を守ろうと決意する。
王が聖餐台の組み上げを命じて彼女が祖国の救世主であると宣言すると、父が娘は悪魔と取引をしていると非難し皆の前で無実を証明するよう要求する。「お前は自らを神聖で穢れがないと信じているのか」との問いにジャンヌは答えない。彼女はリオネルへの愛に苛まれているのである。
デュノワが助け舟を出したとき雷鳴が轟き、慄いた市民はそれを天の審判であると思い込んで彼女を見限る。リオネルはジャンヌを守ろうとするが、彼女はリオネルを払いのける。

### 第4幕
第1場

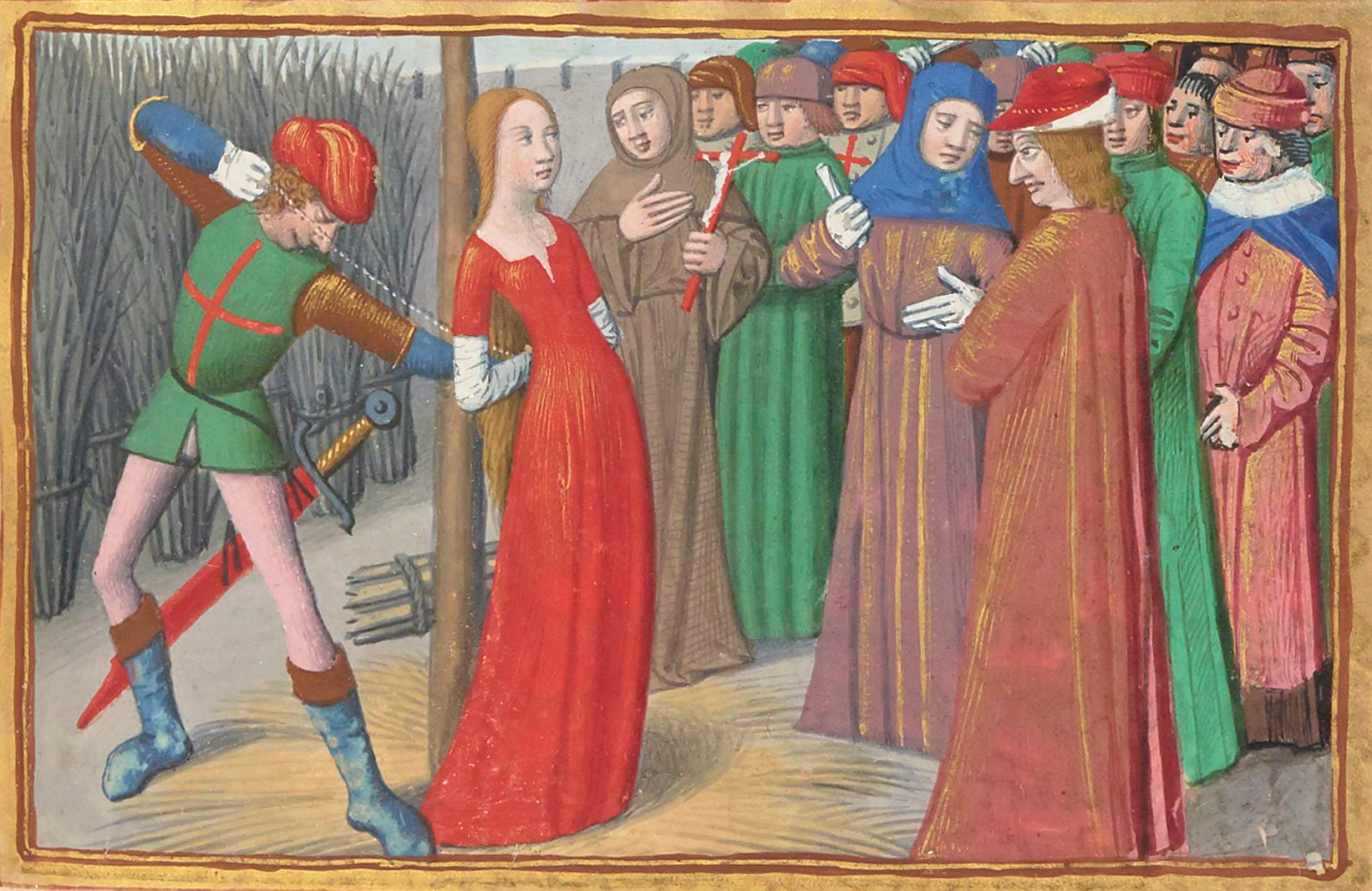
捕縛されるジャンヌ

ジャンヌひとり、離れた森に取り残されている。「創造主へと約束された魂をどうして死などにくれてやれようか。」
そこへリオネルが彼女を探し当てて姿を現し、ジャンヌも熱のこもった応答をする。
しかし幸せな瞬間は長く続かず、イングランド兵が到着してリオネルを殺害、ジャンヌを攫っていく。
第2場
ルーアンの広場に薪で火刑台が組まれている。ジャンヌが火あぶりになるのである。
広場に集まった市民はジャンヌに同情的で、差し迫る処刑の正当性には疑念が持ち上がっている。
しかし柱へ縛り付けられた彼女に炎が放たれる。十字架を抱いて神へと叫び、つつましく死へと向かうジャンヌに、赦しを伝える天使の声が聞こえてくる。

## 作品構成
第1幕
序曲
No.1 少女たちの合唱
No.2 情景とテルツェット
No.3 情景
No.4 農夫の合唱と情景
No.5 情景
No.6 賛歌 「天軍の王」
No.7 ジャンヌのアリア 「さようなら、故郷の丘陵と友たち」
No.8 フィナーレ
No.8a ジャンヌのアリアと天使の合唱
第2幕
No.9 間奏曲
No.10 吟遊詩人の合唱
No.11a ジプシーの踊り
No.11b 見習い騎士たちと小人たちの踊り
No.11c 道化師たちと曲芸師たちの踊り
No.12 情景と二重唱
No.13 アニェスのアリオーソと小二重唱
No.14 情景と大主教の語り
No.15 ジャンヌの語り
No.16 フィナーレ
第3幕
No.17 情景と二重唱
No.18 行進曲
No.19 情景と小二重唱
No.20 フィナーレ
第4幕
No.21 導入と情景
No.22 二重唱と情景
No.23 最後の情景